# Landkreis Stade
Landkreis Stade är ett distrikt i Niedersachsen, Tyskland. Distriktet ligger vid floden Elbe.

## Administrativ indelning
I förvaltningsrättslig mening finns i modern tid ingen skillnad mellan begreppet Stadt (stad) gentemot Gemeinde (kommun).

### Einheitsgemeinden
| - Buxtehude (stad) | - Drochtersen | - Jork | - Stade (stad) |

### Samtgemeinde
| - Samtgemeinde Apensen - Samtgemeinde Fredenbeck | - Samtgemeinde Harsefeld - Samtgemeinde Horneburg | - Samtgemeinde Lühe - Samtgemeinde Nordkehdingen | - Samtgemeinde Oldendorf-Himmelpforten |